# 030 T Ouest 3531 à 3602

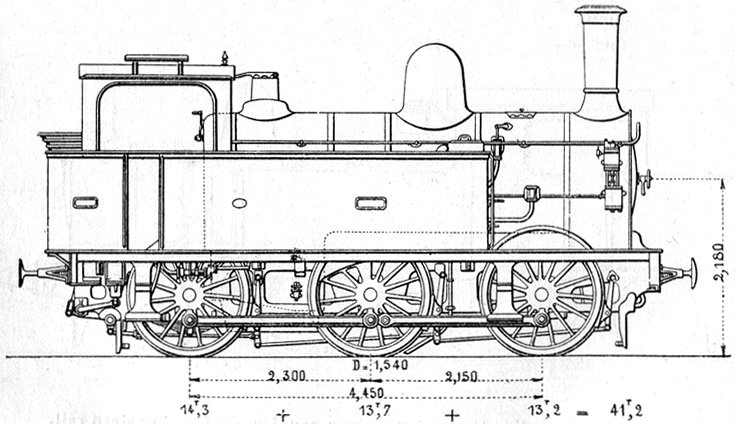
Plan des locomotives de la série.

Les 030 T 3531 à 3602 étaient des locomotives à vapeur de l'ancienne Compagnie des chemins de fer de l'Ouest. Elles présentent des améliorations par rapport à la série précédente des 3511 à 3530 avec notamment le troisième essieu reculé pour augmenter l'empattement.

## Genèse
Ces machines ont été construites pour tracter les trains de voyageurs sur les lignes accidentées de la banlieue ouest de Paris, notamment sur la ligne de St Germain dont la rampe entre Le Pecq et St Germain atteint 35 mm par mètre.
Après la suppression de la traction atmosphérique sur la section Le Pecq - St Germain en 1886, les trains étaient coupés au Pecq. La rame pour St Germain était reprise par une 030 T série 1011 à 1114, ce qui occasionnait pertes de temps, retards fréquents et rendement médiocre des machines au vu des faibles parcours annuels.
L'arrivée des 3501 à 3602 permis d'assurer le service sans rupture de charge sur l'ensemble de la ligne.

## Utilisation et service
À la suite du rachat par l'État, elles sont immatriculées 30-101 à 30-172 en 1909. En 1938, elles sont reprises par la SNCF sous la dénomination 3-030 TB 101 à 172.
Elles étaient affectées à la traction de trains légers de voyageurs sur la banlieue jusqu'à l'arrivée des locomotives type 131 plus puissantes. Elles sont alors affectées aux trains omnibus sur les lignes secondaires et aux manœuvres.
Elles ont été surnommées Boer, du fait que les locomotives Ceinture n° 21 à 35 qui en sont dérivées, ont été construites en 1899 pendant la guerre des Boers.
La dernière machine en service fut la 3-030 TB 106, ex-État 30-106, ex-Ouest 3536. Elle circulait encore en 1961.

## Caractéristiques
- Pression de la chaudière : 10 bar (1 MPa)
- Surface de grille : 1,28 m2
- Surface de chauffe : 110,60 m2
- Diamètre et course des cylindres : 430 × 600 mm
- Diamètre des roues motrices : 1 540 mm
- Capacité des soutes à eau : 4 m3
- Capacité de la soute à charbon : 1,2 t à 2,3 t suivant les sous-séries
- Masse à vide : 31,650 t à 33,900 t suivant les sous-séries
- Masse en ordre de marche : 40,450 t à 45,000 t suivant les sous-séries
- Masse adhérente :  40,450 t à 45,000 t suivant les sous-séries
- Longueur hors tout : 8,50 m à 8,63 m suivant les sous-séries
- Vitesse maxi en service : 80 km/h